# Korinthische helm

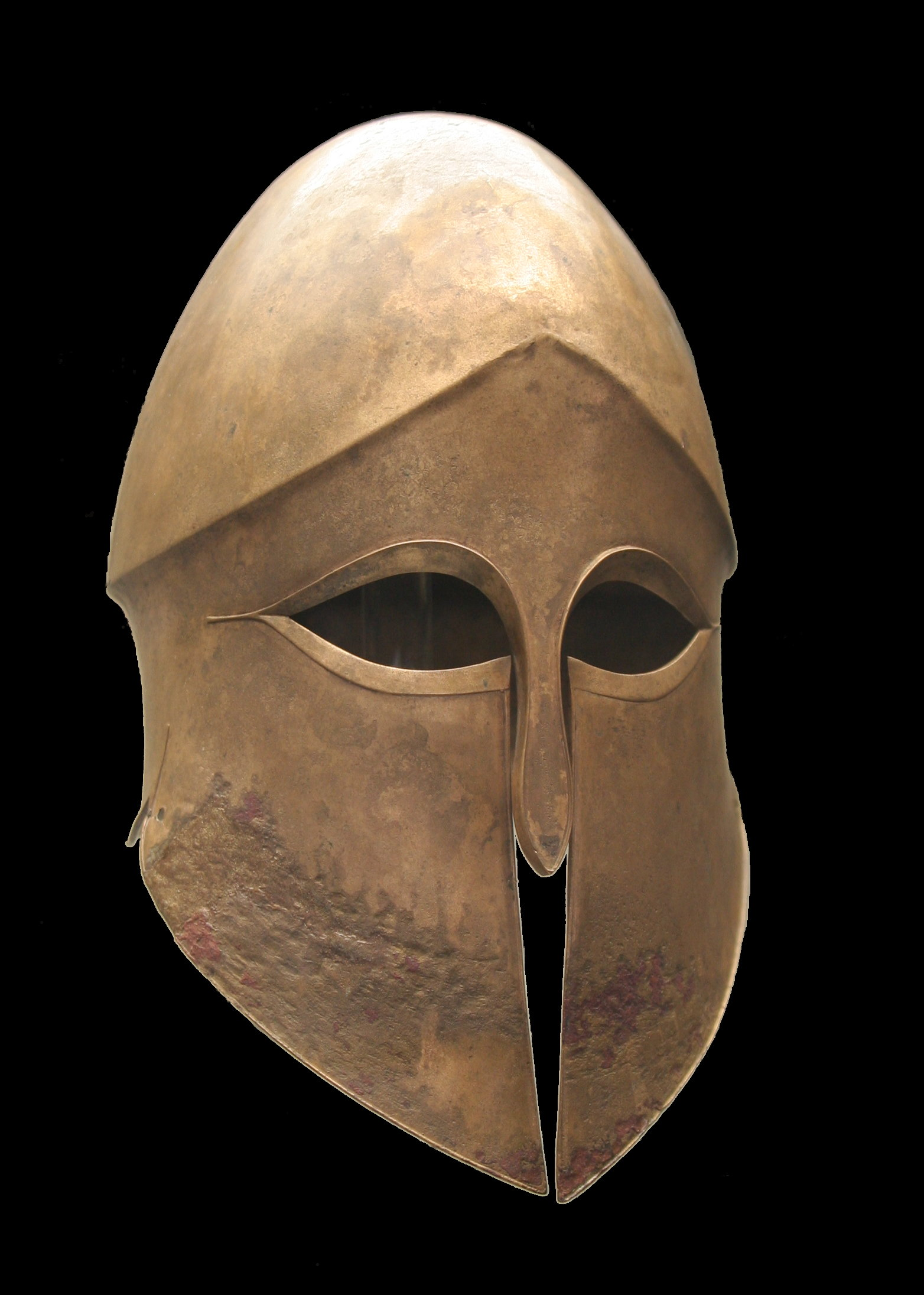
Bronzen Korinthische helm

De Korinthische helm (Oudgrieks κόρυς κορινθίη) was een type bronzen helm, waarvan latere types het gehele hoofd en nek bedekten, met openingen voor de ogen en de mond. Een lange gebogen beschermingsplaat beschermde de achterkant van de nek, zoals die van de latere Romeinse cassis of de Duitse Stahlhelm.

## Archeologische bewijzen
De Korinthische helm lijkt (op basis van artistiek en archeologisch bewijs) het populairste type helm te zijn geweest gedurende de archaïsche en klassieke periode. Het maakte echter geleidelijk plaats voor het Pylostype, dat goedkoper te fabriceren was en de dragers zicht en gehoor niet belemmerde. In de 4e eeuw v.Chr. werd het Korinthische helmtype dan ook door het Thracische, Chalcidische en Attische type vervangen. Talrijke exemplaren van deze helm zijn opgegraven. Ook werden ze vaak afgebeeld op Oud-Griekse keramiek.

## Literaire bewijzen
Herodotus vermeldde de Korinthische helm in zijn Historiën toen hij schreef over de Machlyers en Auseërs, twee stammen die langs de Triton in het antieke Libië woonden (dit omvatte ook een deel van het huidige Tunesië). Deze stammen kozen jaarlijks twee groepen van de mooiste maagden, die tegen elkaar een ceremonieel gevecht voerden met stokken en stenen. Ze gingen gekleed in de fijnste Griekse panoplie (scheenplaat) samen met een Korinthische helm. Dit rituele gevecht maakte deel uit van een festival ter ere van de maagdelijke godin Athena. Jonge vrouwen die bezweken aan hun verwondingen tijdens dit ritueel werden geacht gelogen te hebben over hun maagdelijkheid (Historiën IV 180).